# ディープ・ブルー (コンピュータ)

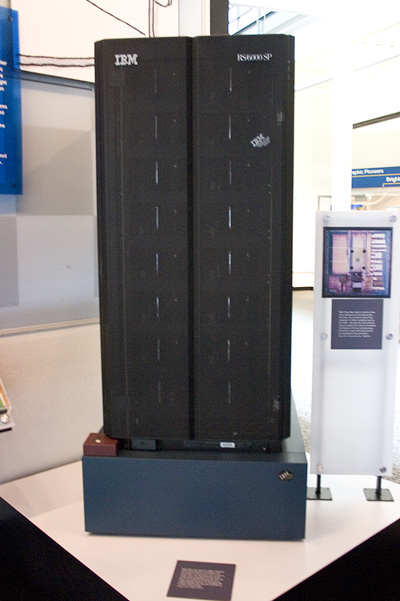
Deep Blueに使われたラックの一部（コンピュータ歴史博物館所蔵）

ディープ・ブルー（Deep Blue）は、IBMが開発したチェス専用のスーパーコンピュータである。

## 概要
大学の研究室で生まれたチェス専用スーパーコンピュータ「ディープ・ソート」の研究を引き継ぐ形で、IBMが1989年より開発を開始したもので、ディープ・ソートを破った当時チェスの世界チャンピオンだった、ガルリ・カスパロフを打ち負かすことを目標とした。当時のIBMの開発チームの責任者は後の香港大学電子商業科技研究所所長の譚崇仁、主任設計者は後に中国北京でマイクロソフトリサーチアジア上級研究員 となる許峰雄だった。開発チームは、グランドマスターであるジョエル・ベンジャミンを含めて6名だった。

### ハードウェア
ディープ・ブルーのハードウェアは32プロセッサー・ノードを持つIBMのRS/6000 SPをベースに、チェス専用のVLSIプロセッサを512個を追加して作られた。

### ソフトウェア
ディープ・ブルーはAIXオペレーティングシステム上で動作し、そのチェスプログラムはC言語で書かれた。その評価関数は当初は一般的な形式で記述されており多くのパラメータ（例えば、安全なキングの位置が中央のスペースの優位性に比べてどれほど重要か、など）は当初未定義だったが、そのパラメータ値は数千のチェス名局を分析することにより決定された。その後、評価関数は8,000の部分に分割され、多くは特定の局面に対応するように設計された。オープニングに関するデータベースは4,000を超える局面と70万局以上のグランドマスターのゲームのデータを格納しており、終局（en:Chess endgame）に関するデータベースは5駒以下の場合についての網羅的なものに加えて、6駒の場合の一部まで含んでいた。さらに「拡張ブック」（extended book）と呼ばれる追加のデータベースは、グランドマスターにより過去にプレイされた各ゲームの全体を簡潔に要約したものだった。ディープ・ブルーは、オープニングでは拡張ブックの要約情報を組み合わせて手を選択し、その後は1秒間に2億のチェス局面を検索する能力で次の一手を選択した。
すなわち1秒間に2億手の先読みを行い、対戦相手となる人間の思考を予測した。予測の方法は対戦相手（この場合カスパロフ）の過去の棋譜を元にした評価関数（指し手がどのぐらい有効かを導く数式）を用いて、効果があると考えられる手筋すべてを洗い出すというものである。

#### 評価関数
以下の項目に一部自動化の力を借りながら、主に手作業でパラメータを割り振っている。
- 評価レジスタ - 54パラメータ
  - Rooks on 7th rank
  - Bias
  - Opposing rook behind passed
  - Mpin and hung
  - Pinned and simple hung
  - Hung
  - Xraying
  - Pinned and hung
  - Permanent pin and simple hung
  - Knight trap
  - Rook trap
  - Queen trap
  - Wasted pawns
  - Bishop pair
  - Separated passed
  - Missing wing
  - Bishops of opposite colors
  - Evaluation control
  - Side to move
- 評価テーブル - 8096パラメータ
  - Multiple pawns
  - Minor on weak
  - Self block
  - Opponent block
  - Back block
  - Pinned
  - Mobility
  - Pawn structure
  - Passed pawns
  - Joint signature
  - Rooks on files
  - Bishops
  - Pawn storm
  - Pawn shelter
  - Development
  - Trapped bishop
  - Signature
  - Contempt
  - Piece placement

### 対戦成績
過去に2回の対戦が行われ、1回目（1996年2月）はカスパロフが3勝1敗2引き分けで勝利、2回目（1997年5月）には使命を果たす形で6戦中2勝1敗3引き分けでディープ・ブルーが勝利した（ディープ・ブルー対ガルリ・カスパロフを参照）。

### 開発目的
表向きの使命はチェスで人間の世界王者に勝利するというものであるが、その背景には、より知能的な問題処理能力、高速な計算能力、莫大な量のデータマイニングといった多くの分野に貢献するという目的もあった。実際にIBMは、この研究を通して得た技術を自社製品などに適用している。
さらにディープ・ブルーの目的を引き継いで、世界最強のチェスコンピュータを作ろうという試みがヒドラ (Hydra) プロジェクトとして進められていたが、2009年に開発は中止された。

### 現在の状態
現在では解体されてしまっているが、一部はコンピュータ歴史博物館などに展示されている。業務としての研究は終了したが、IBMはコンピュータオリンピアードに協賛するほか、人間の世界選手権のスポンサーもつとめているなど、チェス業界の関係は続いている。

## 備考
- 「ディープ・ソート」と「ディープ・ブルー」という名の由来は、生命、宇宙、そして万物についての究極の疑問の答えを参照。
- IBMは10年後の2007年5月に「ディープ・ブルーの子孫」と称してスーパーコンピュータのBlue Geneを発表した[7]。
- 世界王者を倒した「最強」のイメージにあやかってか、コンピュータチェスソフトは最上級モデルに「ディープ（Deep）」と付けることが多い（Deep Fritz、Deep Shredder、Deep Rybkaなど）。
- 日本IBMは碁聖戦の協賛もしていた（現在はレノボジャパンが引き継いでいる）。
- 主任設計者の許峰雄はチェスより複雑な囲碁でもディープ・ブルーのような人工知能に対する人類の敗北が起きると予言した[8]。それから10年後、Google DeepMindの開発したAlphaGoで現実となった。

## 関連文献
- ブルース パンドルフィーニ, 鈴木知道 訳 『ディープブルー vs. カスパロフ』 （河出書房新社、1998/10) ISBN 4309263534–1996年の 6 ゲームマッチを一手一手解説
- ミハイル コダルコフスキー, レオニド シャンコヴィチ, 高橋啓 訳 『人間対機械 ― チェス世界チャンピオンとスーパーコンピューターの闘いの記録』 （毎日コミュニケーションズ、1998/04) ISBN 4839900264 --- カスパロフのセコンドによる 1997年の対局の記録。